# 喀爾巴阡山脈 (月球)

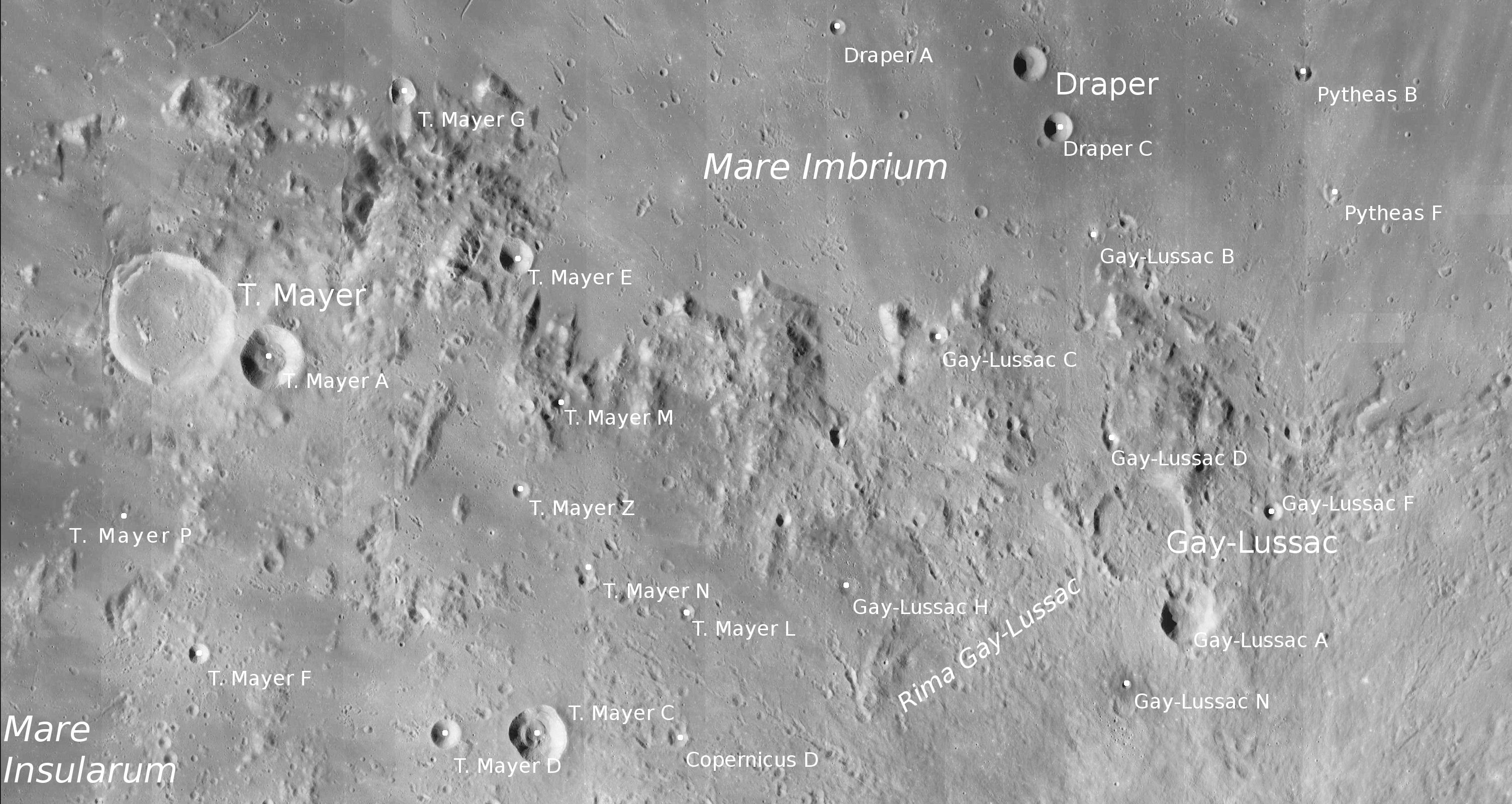
喀爾巴仟山脈图

喀尔巴阡山脉（拉丁語：Montes Carpatus）是月球雨海南側邊緣上的一座山脉，长约361公里，最高海拔约2400米。整个山脉范围坐标为北纬13,4°-17.5°、西经18.2°-29.2°（中心坐标为北纬14.57°、西经23.62°）。
该座崎岖的山脉呈东西走向，西端起始于托·迈耶环形山附近，但有幾條低矮的弧状山脊朝向北面的歐拉陨石坑。最東端是一处宽阔的裂口，南北连通了雨海和岛海，裂口東側是亞平寧山脈的起點，该山脉蜿蜒伸向了東北。
该山脉的大部分是由被山谷隔开的崇峰峻岭构成，山岭间的峡谷渗满了熔岩。這些山峰雖然很高，但除靠近欧拉陨石坑西面的维诺格拉多夫山外，其余尚未被命名。山脉北侧地表靠近平坦的月海，只有少許的皱脊或較小的撞擊坑。
山脉以南地区雖然也被熔岩覆盖，但较为崎岖，往南100公里是著名的，带射紋和不規則外壁的哥白尼环形山，该环形山幾乎延伸到“喀尔巴仟山脉”的山麓。此外，值得注意的還有附屬在南部較小的盖-吕萨克陨坑。
约翰·赫维留以地球上的中欧喀尔巴阡山脉命名了它，但他又将该名字赋予给另一个完全不同的对象-位于东北的欧多克索斯环形山的峭壁。1964年该山脉才被国际天文联合会正式定名。